# + (album)
+ (čte se jako Plus) je debutové studiové album anglického zpěváka-skladatele Eda Sheerana vydáno pod Atlantic Records 9. září 2011. Je to Sheeranovo první komerční album, svá předchozí EP vydal nezávisle. Album vyprodukoval Jake Gosling. Již první týden se jej prodalo přes 102 000 kopií a umístilo se mezi prvními místy hitparády Spojeného království a Billboard 200, kde bylo na 5. místě.
Jako úspěšné singly byly vydány „The A Team“, „Lego House“ a „You Need Me, I Don't Need You“.

## Seznam skladeb
| Pořadí | Název                            | Text                                   | Délka |
| ------ | -------------------------------- | -------------------------------------- | ----- |
| 1.     | The A Team                       | Sheeran                                | 4:18  |
| 2.     | Drunk                            | Sheeran, Gosling                       | 3:20  |
| 3.     | U.N.I.                           | Sheeran, Gosling                       | 3:48  |
| 4.     | Grade 8                          | Sheeran, True Tiger                    | 2:59  |
| 5.     | Wake Me Up                       | Sheeran, Gosling                       | 3:49  |
| 6.     | Small Bump                       | Sheeran                                | 4:19  |
| 7.     | This                             | Sheeran, Mills                         | 3:15  |
| 8.     | The City                         | Sheeran, Gosling                       | 3:54  |
| 9.     | Lego House                       | Sheeran, Gosling, Chris Leonard        | 3:05  |
| 10.    | You Need Me, I Don't Need You    | Sheeran                                | 3:40  |
| 11.    | Kiss Me                          | Sheeran, Julie Frostová, Justin Franks | 4:40  |
| 12.    | Give Me Love                     | Sheeran, Gosling, Leonard              | 5:26  |
| 13.    | The Parting Glass (skrytý track) | tradiční song                          | 3:05  |

## Hitparády
| Hitparáda (2011–2012) | Pozice |
| --------------------- | ------ |
| Austrálie             | 1      |
| Rakousko              | 21     |
| Belgie – Vlámsko      | 9      |
| Belgie – Valonsko     | 38     |
| Kanada                | 5      |
| Dánsko                | 13     |
| Holandsko             | 8      |
| Francie               | 44     |
| Německo               | 12     |
| Irsko                 | 1      |
| Itálie                | 28     |
| Nový Zéland           | 1      |
| Norsko                | 20     |
| Polsko                | 26     |
| Švédsko               | 24     |
| Švýcarsko             | 2      |
| Spojené království    | 1      |
| USA                   | 5      |
| USA – folková alba    | 1      |
| USA – rocková alba    | 2      |

## Vydání
| Oblast             | Datum              | Formát                                                        | Vydavatel                    |
| ------------------ | ------------------ | ------------------------------------------------------------- | ---------------------------- |
| Irsko              | 9. září 2011       | CD, digitální download (Standardní + Deluxe)                  | Asylum Records, Warner Music |
| Spojené království | 12. září 2011      | CD, digitální download (Standardní + Deluxe), LP (Standardní) | Asylum Records, Warner Music |
| Japonsko           | 13. září 2011      | CD, digitální download (Standardní + Special)                 | Warner Music                 |
| Austrálie          | 23. září 2011      | CD, digitální download                                        | Warner Music                 |
| Nizozemsko         | 18. listopadu 2011 | CD, digitální download                                        | Warner Music                 |
| Švýcarsko          | 13. ledna 2012     | CD, digitální download                                        | Warner Music                 |
| Polsko             | 16. ledna 2012     | CD, digitální download                                        | Warner Music                 |
| Německo            | 10. února 2012     | CD, digitální download                                        | Warner Music                 |
| Argentina          | 15. května 2012    | CD, digitální download                                        | Warner Music                 |
| Spojené státy      | 12. června 2012    | CD, digitální download                                        | Elektra Records              |